# Agustín Calleri
Agustín Calleri (* 14. September 1976 in Río Cuarto) ist ein ehemaliger argentinischer Tennisspieler und heutiger Politiker und Tennisfunktionär.

## Karriere
Der in Buenos Aires lebende Rechtshänder war seit 1995 Profispieler. In seiner Karriere konnte er zwei ATP-Turniere im Einzel und drei ATP-Turniere im Doppel gewinnen. Seine beste Platzierung in der ATP-Weltrangliste ist der 16. Platz im Jahre 2003.
Außerdem gewann er 2007 mit seinem Land den World Team Cup im Finale gegen Tschechien. Er konnte hierbei sein Doppel zusammen mit Juan Ignacio Chela gewinnen. Im Februar 2010 erklärte er im Alter von 33 Jahren seinen Rücktritt vom Profisport.

## Nach der aktiven Sportlerkarriere
Calleri wurde 2016 für die Partei UCR als Abgeordneter der Provinz Córdoba in die Cámara de Diputados de la Nación Argentina gewählt.
Seit 2018 ist er Präsident des Argentinischen Tennisverbands AAT.

## Erfolge
| Legende (Anzahl der Siege)                           |
| Grand Slam                                           |
| Tennis Masters Cup ATP World Tour Finals             |
| ATP Masters Series ATP World Tour Masters 1000       |
| ATP International Series Gold ATP World Tour 500 (2) |
| ATP International Series ATP World Tour 250 (3)      |
| ATP Challenger Tour (13)                             |

| ATP-Titel nach Belag |
| Hartplatz (0)        |
| Sand (4)             |
| Rasen (0)            |
| Teppich (1)          |

### Einzel

#### Turniersiege

##### ATP World Tour
| Nr. | Datum            | Turnier   | Belag | Finalgegner        | Ergebnis      |
| --- | ---------------- | --------- | ----- | ------------------ | ------------- |
| 1.  | 24. Februar 2003 | Acapulco  | Sand  | Mariano Zabaleta   | 7:5, 3:6, 6:3 |
| 2.  | 24. Juli 2006    | Kitzbühel | Sand  | Juan Ignacio Chela | 7:6, 6:2, 6:3 |

##### ATP Challenger Tour
| Nr. | Datum              | Turnier         | Belag | Finalgegner              | Ergebnis      |
| --- | ------------------ | --------------- | ----- | ------------------------ | ------------- |
| 1.  | 14. Juni 1998      | Weiden          | Sand  | Gastón Etlis             | 6:2, 6:1      |
| 2.  | 26. Juli 1998      | Newcastle       | Sand  | Salvador Navarro         | 6:3, 6:4      |
| 3.  | 23. April 2000     | San Luis Potosí | Sand  | Mariano Hood             | 7:5, 6:4      |
| 4.  | 9. Juli 2000       | Venedig         | Sand  | Jacobo Díaz              | 6:0, 6:1      |
| 5.  | 7. Oktober 2001    | Guadalajara     | Sand  | Edgardo Massa            | 6:4, 6:4      |
| 6.  | 28. Oktober 2001   | São Paulo       | Sand  | Juan Ignacio Chela       | 6:4, 6:3      |
| 7.  | 18. November 2001  | Buenos Aires    | Sand  | David Nalbandian         | 6:3, 1:6, 6:3 |
| 8.  | 25. September 2005 | Stettin         | Sand  | Alberto Martín           | 4:6, 6:2, 6:4 |
| 9.  | 7. Juni 2008       | Prostějov       | Sand  | Martín Vassallo Argüello | 6:0, 6:3      |

#### Finalteilnahmen
| Nr. | Datum            | Turnier         | Belag     | Finalgegner       | Ergebnis       |
| --- | ---------------- | --------------- | --------- | ----------------- | -------------- |
| 1.  | 18. Februar 2002 | Buenos Aires    | Sand      | Nicolás Massú     | 6:2, 6:75, 2:6 |
| 2.  | 7. April 2003    | Estoril         | Sand      | Nikolai Dawydenko | 4:6, 3:6       |
| 3.  | 12. Mai 2003     | Hamburg         | Sand      | Guillermo Coria   | 3:6, 4:6, 4:6  |
| 4.  | 23. Februar 2004 | Costa do Sauípe | Sand      | Gustavo Kuerten   | 6:3, 2:6, 3:6  |
| 5.  | 18. Juli 2005    | Amersfoort      | Sand      | Fernando González | 5:7, 3:6       |
| 6.  | 28. August 2006  | New Haven       | Hartplatz | Nikolai Dawydenko | 4:6, 3:6       |

### Doppel

#### Turniersiege

##### ATP World Tour
| Nr. | Datum            | Turnier      | Belag       | Partner           | Finalgegner                  | Ergebnis          |
| --- | ---------------- | ------------ | ----------- | ----------------- | ---------------------------- | ----------------- |
| 1.  | 10. Februar 2003 | Viña del Mar | Sand        | Mariano Hood      | František Čermák Leoš Friedl | 6:3, 1:6, 6:4     |
| 2.  | 24. Oktober 2005 | Basel        | Teppich (i) | Fernando González | Stephen Huss Wesley Moodie   | 7:5, 7:5          |
| 3.  | 23. Februar 2008 | Buenos Aires | Sand        | Luis Horna        | Werner Eschauer Peter Luczak | 6:0, 6:76, [10:2] |

##### ATP Challenger Tour
| Nr. | Datum            | Turnier      | Belag | Partner           | Finalgegner                                    | Ergebnis      |
| --- | ---------------- | ------------ | ----- | ----------------- | ---------------------------------------------- | ------------- |
| 1.  | 2. August 1998   | Scheveningen | Sand  | Tobias Hildebrand | Sebastián Prieto Martín Rodríguez              | 6:2, 3:6, 6:2 |
| 2.  | 25. Oktober 1998 | Montevideo   | Sand  | Francisco Cabello | Cristiano Testa Paulo Taicher                  | 6:4, 6:4      |
| 3.  | 28. Oktober 2001 | São Paulo    | Sand  | Edgardo Massa     | Diego del Río Mariano Hood                     | 5:7, 7:5, 6:3 |
| 4.  | 9. Juli 2006     | Biella       | Sand  | Lucas Arnold Ker  | Juan Martín del Potro Martín Vassallo Argüello | 7:65, 6:2     |

#### Finalteilnahmen
| Nr. | Datum        | Turnier  | Belag | Partner    | Finalgegner                   | Ergebnis          |
| --- | ------------ | -------- | ----- | ---------- | ----------------------------- | ----------------- |
| 1.  | 1. März 2008 | Acapulco | Sand  | Luis Horna | Oliver Marach Michal Mertiňák | 2:6, 7:63, [7:10] |

## Grand-Slam-Bilanz
| Turnier         | 2009 | 2008 | 2007 | 2006 | 2005 | 2004 | 2003 | 2002 | 2001 | 2000 | 1999 |
| --------------- | ---- | ---- | ---- | ---- | ---- | ---- | ---- | ---- | ---- | ---- | ---- |
| Australian Open | 1    | 2    | 1    | 1    | 2    | 2    | 1    | 1    | 2    | –    | –    |
| French Open     | 1    | 1    | 1    | –    | –    | 1    | 1    | 1    | 2    | 3    | 2    |
| Wimbledon       | 1    | 2    | 2    | 2    | –    | –    | 2    | 1    | 1    | –    | –    |
| US Open         | –    | 2    | 3    | –    | 1    | –    | 2    | 1    | 1    | 3    | –    |

VF = Viertelfinale
HF = Halbfinale
F = Finale
S = Sieg
Ziffer = Vorrunde